# Risikofunktion
Risikofunktion ist ein Begriff aus der mathematischen Statistik und wird dort im Rahmen von allgemeinen statistischen Entscheidungsproblemen verwendet. Die Risikofunktion gibt an, wie groß der zu erwartende „Schaden“ bei Verwendung einer gegebenen Entscheidungsfunktion ist. Risikofunktionen spielen eine Rolle bei der Bestimmung von optimalen Entscheidungsfunktionen, da sich durch Risikofunktionen eine Ordnungsrelation zwischen den Entscheidungsfunktionen definieren lässt. Dies macht es möglich, nach optimalen Elementen unter Teilmengen der Entscheidungsfunktionen zu suchen.
Die Risikofunktion findet bei der empirischen Risikominimierung Verwendung.

## Definition
Gegeben sei ein statistisches Entscheidungsproblem {\displaystyle ({\mathcal {E}},\Omega ,L)}, also ein statistisches Modell {\displaystyle {\mathcal {E}}=(X,{\mathcal {A}},(P_{\vartheta })_{\vartheta \in \Theta })}, ein Entscheidungsraum {\displaystyle (\Omega ,\Sigma )} und eine Verlustfunktion {\displaystyle L:\Theta \times \Omega \to {\overline {\mathbb {R} }}_{+}}. Des Weiteren sei {\displaystyle {\mathcal {D}}} die Menge der randomisierten Entscheidungsfunktionen und {\displaystyle \delta \in {\mathcal {D}}}. Dann heißt die Funktion
{\displaystyle R:\Theta \times {\mathcal {D}}\to \mathbb {R} _{+}}
definiert durch
{\displaystyle R(\vartheta ,\delta ):=\int _{X}\int _{\Omega }L(\vartheta ,y)\delta (x,\mathrm {d} y)\mathrm {d} P_{\vartheta }}
eine Risikofunktion. Sie gibt an, wie groß der erwartete „Verlust“ bei Verwendung der Entscheidungsfunktion {\displaystyle \delta } ist, wenn der Parameter {\displaystyle \vartheta } vorliegt.
Betrachtet man die Risikofunktion als Funktion in {\displaystyle \vartheta } für fixiertes {\displaystyle \delta }, so schreibt man auch {\displaystyle R_{\delta }(\vartheta )}. Man definiert dann die Menge dieser Risikofunktionen als {\displaystyle {\mathcal {R}}:=\{R_{\delta }\,|\,\delta \in {\mathcal {D}}\}} und nennt diese Menge die Risikomenge.

## Risikofunktionen nichtrandomisierter Entscheidungsfunktionen
Ist {\displaystyle d} eine nichtrandomisierte Entscheidungsfunktion und {\displaystyle \delta _{d}(x,A)=\Delta _{\{d(x)\}}(A)} die entsprechende Darstellung als randomisierte Entscheidungsfunktion, wobei {\displaystyle \Delta } hier das Diracmaß bezeichnet, so ergibt sich als Risikofunktion
{\displaystyle R_{\delta }(\vartheta )=\int _{X}\int _{\Omega }L(\vartheta ,y)\mathrm {d} \Delta _{\{d(x)\}}\mathrm {d} P_{\vartheta }=\int _{X}L(\vartheta ,d(x))\mathrm {d} P_{\vartheta }(x)=\operatorname {E} _{\vartheta }L(\vartheta ,d)},
also der Erwartungswert des Verlusts.

## Beispiel
Verwendet man in der Schätztheorie den Gauß-Verlust
{\displaystyle L_{2}(\vartheta ,\cdot ):=\left(\cdot -g(\vartheta )\right)^{2}}
für die Bewertung von reellwertigen Punktschätzern, so erhält man als Risikofunktion den mittleren quadratischen Fehler
{\displaystyle R(\vartheta ,T)=\operatorname {MSE} (T,\vartheta ):=\operatorname {E} _{\vartheta }\left(\left(T-g(\vartheta )\right)^{2}\right)}.
Bei Einschränkung auf erwartungstreue Schätzer reduziert sich die Risikofunktion dann zur Varianz des Schätzers, also
{\displaystyle R(\vartheta ,T)=\operatorname {Var} _{\vartheta }(T)}.
Analog erhält man bei Verwendung des Laplace-Verlustes den mittleren betraglichen Fehler als Risikofunktion.

## Bemerkungen

### Spieltheoretische Deutung
Das Auffinden einer optimalen Entscheidungsfunktion kann als ein Spiel im spieltheoretischen Sinn betrachtet werden. Zuerst wählt die Natur einen Parameter {\displaystyle \vartheta } als reine Strategie aus der Strategiemenge {\displaystyle \Theta }, der Statistiker antwortet dann mit der Wahl einer gemischten Strategie, die der Wahl einer Entscheidungsfunktion aus der Strategiemenge {\displaystyle {\mathcal {D}}} entspricht. Die Risikofunktion ist dann die Auszahlungsfunktion dieses Zwei-Personen-Nullsummenspiels.

### Egalisator
Eine Entscheidungsfunktion {\displaystyle \delta _{0}}, für die die Risikofunktion in {\displaystyle \vartheta } konstant ist, also
{\displaystyle R(\vartheta ,\delta _{0})=c\quad \mathrm {f{\ddot {u}}r\;alle\;} \vartheta \in \Theta }
für ein {\displaystyle c\in \mathbb {R} } gilt, heißt ein Egalisator (englisch equalizer rule). Diese spielen eine Rolle bei den Beziehungen der unterschiedlichen Optimalitätskriterien für Entscheidungsfunktionen untereinander.

## Verallgemeinerungen
Eine Verallgemeinerung der Risikofunktion ist das Bayes-Risiko. Hierbei betrachtet man nicht die Auswertung für einzelne {\displaystyle \vartheta \in \Theta }, sondern betrachtet Wahrscheinlichkeitsmaße auf {\displaystyle \Theta }, die sogenannten A-priori-Verteilungen. Diese lassen sich als Vorinformation über die Verteilung des Parameters deuten. Aus der spieltheoretischen Perspektive ist das Bayes-Risiko die Auszahlungsfunktion der gemischten Erweiterung des oben beschriebenen Spiels.